# Heterochaeta bernardii
Heterochaeta bernardii är en bönsyrseart som beskrevs av Roger Roy 1973. Heterochaeta bernardii ingår i släktet Heterochaeta och familjen Mantidae. Inga underarter finns listade i Catalogue of Life.